# Arlene Boxhall
Arlene Boxhall (9 de outubro de 1961) é uma jogadora hóquei sobre a grama zimbabuana, campeã olímpica.

## Carreira
Boxhall integrou a Seleção Zimbabuana de Hóquei sobre a grama feminino nos Jogos Olímpicos de Verão de 1980 em Moscou, quando conquistou a medalha de ouro ao se consagrar campeã após finalizar as cinco rodadas da disputa em primeiro lugar, com nove pontos. Ela era a mais jovem da equipe e foi reserva em todas as partidas. Na época, era escriturária de operações da Força Aérea do Zimbabwe.